# Magomedkhan Magomedov
Magomedkhan Magomedov (in russo Магомедхан Магомедович Магомедов?, Magomedchan Magomedovič Magomedov; Aleksandriyskaya, 27 gennaio 1998) è un lottatore russo naturalizzato azero specializzato nella lotta libera.

## Biografia
Ha rappresentato l'Azerbaigian ai Giochi olimpici estivi di Parigi 2024, dove ha vinto il bronzo nel torneo dei -97 kg.

## Palmarès

### Per l'Azerbaigian
- Giochi olimpici

Parigi 2024: bronzo nei -97 kg;
- Mondiali

Belgrado 2022: bronzo nei -97 kg;
Belgrado 2023: argento nei -97 kg;
- Europei

Budapest 2022: oro nei -97 kg;
Zagabria 2023: argento nei -97 kg;
Bucarest 2024: argento nei -97 kg;

### Per la Russia
- Mondiali

Trnava 2018: oro nei -97 kg;